# Бондаренко, Евгений Анатольевич
Евгений Анатольевич Бондаренко (род. 17 октября 1991 года) — казахстанский лыжник.

## Карьера
Участник юниорского чемпионата мира 2012 года. 
На зимней Универсиаде 2015 года стал серебряным призёром в эстафете. Мастер спорта. 
Студент КазГАФКСиТа.